# Château de Haga
Le château de Haga se situe à Solna dans le Grand Stockholm. Il est la résidence de la princesse héritière de Suède Victoria et de son mari, le prince Daniel.
Le roi Gustave III aménagea en 1780 des jardins à l'anglaise sur les berges du lac Brunnsviken et le parc Haga couronna l'achèvement.
La construction du château date du début du XIXe siècle au cours du règne de Gustave IV Adolphe.
Le château n'est pas ouvert au public.